# Wolfgang Besemer
Wolfgang Besemer (geboren 19. April 1953 in Hannover; gestorben 18. Dezember 2014 in Wedemark) war ein deutscher Veranstalter und Geschäftsführer der Hannover Concerts.

## Leben
Wolfgang Besemer wollte in seiner Jugend ursprünglich Musiker werden, durchlief dann jedoch sicherheitshalber eine kaufmännische Ausbildung. 1978 gründete er gemeinsam mit Michael Lohmann als Geschäftspartner die Firma Hannover Concerts. Schon im Januar des Folgejahres 1979 organisierten die beiden ein erstes Konzert mit dem Gitarren-Trio Al di Meola, Paco de Lucia und John McLaughlin, für das sie den Kuppelsaal der Stadthalle angemietet hatten.
Um das anfangs noch wenig einträgliche Geschäft anzukurbeln, sammelten die Existenzgründer bald darauf auch Erfahrungen im Touren-Management und knüpften auf den dazu notwendigen Reisen wichtige Kontakte. Wenige Jahre später zählten die beiden mit ihren Hannover Concerts zu den Pionieren, als die Rolling Stones das Zeitalter der Stadion-Konzerte in Deutschland einführten. Die Band vertraute der Agentur das Management von gleich zwei solcher Shows an.
Nach anfänglicher Skepsis in Politik und Verwaltung – die solche Shows anfangs lediglich als Subkultur ansahen – konnten Besemer und sein Partner ab 1987 regelmäßig Konzertveranstaltungen mit bis zu 100.000 Besuchern im hannoverschen Stadion organisieren und managen.
Kurz zuvor schufen sich die beiden ein weiteres Standbein mit Veranstaltungsorten für kleinere Veranstaltungen mit „nur“ etwa 800 bis 1.500 Menschen. Sie eröffneten das Capitol am Schwarzen Bär mit Kino, Livemusik und Discothekenbetrieb am Wochenende.
Gemeinsam mit Hans-Joachim Flebbe stellten Besemer und Lohmann das Gastspielhaus Theater am Aegi „wieder auf gesunde Beine“ und konnten dort mit mehr als 2.800 Veranstaltungen das Kulturangebot der niedersächsischen Landeshauptstadt mit unterschiedlichster Couleur bereichern.
Daneben organisierten Besemer und Partner mit bald 50 Mitarbeitern der Hannover Concerts gemeinsam die Bespielung der Gilde-Parkbühne, der modernisierten AWD-Hall und einer temporär nutzbaren Open-Air-Arena am Kronsberg.
Mit anderen Partnern betrieb Besemer das Restaurant Pier 51 am Maschsee, wurde mit seiner Agentur Gesellschafter der Hannover Marketing und organisierte das Fest zur Fußball-Weltmeisterschaft 2006 in Hannover. In Zusammenarbeit mit Köpfen aus der Politik und der Wirtschaft beteiligte sich Besemer zudem an der Ausrichtung der Weltausstellung Expo 2000.
Im März 2008 gewann Besemers Agentur den Wettbewerb Live Entertainment Award in der Sparte Örtlicher Veranstalter des Jahres.
Wolfgang Besemer starb im Dezember 2014 im Alter von nur 61 Jahren plötzlich an einem Herzinfarkt in der Wedemark.

## Wolfgang-Besemer-Ufer
Zu Ehren des Konzertmanagers gab die Stadt Hannover einem Fuß- und Radweg entlang der Ihme im Verlauf der ehemaligen Lindener Ohe zwischen der Benno-Ohnesorg-Brücke und dem Schnellen Graben den Namen Wolfgang-Besemer-Ufer. Der Straßenname mit Legendentafel unweit von Besemers Wirkungsstätte am Capitol-Hochhaus wurde am 26. April 2019 durch den Bezirksbürgermeister des Stadtbezirks Mitte, Michael Sandow, den Scorpions-Sänger und Besemers langjährigen Freund und Wegbegleiter Klaus Meine sowie den damaligen Oberbürgermeister Stefan Schostok feierlich enthüllt.